# Kalliganur, Ron
Kalliganur là một làng thuộc tehsil Ron, huyện Gadag, bang Karnataka, Ấn Độ.